# 홍석균
홍석균(1981년 9월 22일 ~ )은 전 KBO 리그 야구 선수의 외야수이다. 1군 경기는 없었다.

## 출신학교
- 경동고등학교
- 경희대학교